# Invincible (album de Michael Jackson)
Pour les articles homonymes, voir Invincible.
Albums de Michael Jackson
Blood on the Dance Floor: HIStory In The Mix
(1997) Michael
(2010)
Singles
1. Speechless
Sortie : 21 juin 2001 (Corée du Sud[3])
2. You Rock My World
Sortie : 22 août 2001[4]
3. Cry
Sortie : 5 décembre 2001
4. Butterflies
Sortie : 8 février 2002 (promo radio États-Unis)

Invincible est le dixième et dernier album studio du chanteur Michael Jackson, son sixième album solo chez Epic Records, sorti le 30 octobre 2001.
Sorti peu de temps après les attentats du 11 septembre, l'album ne bénéficia pas d'une bonne promotion de la part de Sony Music. Celle-ci fut arrêtée seulement trois mois après la sortie d'Invincible, et seulement quatre singles furent commercialisés partiellement, ce qui aggrava la crise déjà significative en interne entre l'artiste et sa maison de disques. Par ailleurs, seuls deux clips furent réalisés et aucune tournée de soutien à l'album ne fut entreprise.
L'album débute à la première place du classement américain Billboard et dans treize pays différents. Il est certifié double disque de platine aux États-Unis le 3 décembre 2001. Au total, ses ventes dépassent les six millions d'exemplaires dans le monde, soit un résultat décevant par rapport au budget de production — Invincible demeure l'album le plus cher de l'histoire de la musique, avec un coût de production estimé à trente millions de dollars par Sony Music,, — et aux ventes des précédents albums du chanteur.

## Création et contexte
En 1998, la promotion des albums HIStory et de Blood on the Dance Floor étant achevée, Michael Jackson décide de se retirer de la scène musicale pour s'occuper de ses deux jeunes enfants (Prince et Paris). L'enregistrement d'Invincible débute un an après, sous la pression de Sony Music. Malgré les 20 millions d'exemplaires vendus d'HIStory (dont 4 millions aux États-Unis), les relations entre Michael Jackson et sa maison de disques se sont détériorées, laissant apparaître de nombreux désaccords sur la manière dont doit être menée la carrière de l'artiste. Les faibles ventes du marché américain forcent Michael Jackson à suivre les injonctions de Sony et à préparer un nouvel album.
Pour cela, il fait entre autres appel à Rodney Jerkins, ce dernier ayant déjà signé plusieurs tubes pour les Destiny's Child, Whitney Houston et Toni Braxton. Les sessions d’enregistrement débutent dans le courant de l’année 1999, et l’une des premières chansons à être finalisée sera You Rock My World. Michael Jackson n'écrira et ne composera que deux chansons à lui tout seul : Speechless et The Lost Children. Contrairement à ses précédents albums, Michael Jackson s'est moins impliqué dans la réalisation d'Invincible, s'occupant dans le même temps de ses enfants, ce qui a contrarié sa maison de disques. Les autres titres de l'album Invincible (hormis Butterflies et Cry) seront le fruit de sa collaboration avec des auteurs et compositeurs, dont certains ont déjà travaillé par le passé avec Jackson, comme Teddy Riley ou bien R.Kelly. Lors de l'année 2000, la lenteur et le coût du processus de création de l'album commence à exaspérer la direction de Sony Music.
Fin 2000, Michael Jackson annonce qu'il a enregistré près de 200 chansons et qu'il doit maintenant en retenir 16 pour son album. Mais lorsqu'il affirme qu'aucun album ne sortira cette année, ses relations avec Sony Music se ternissent davantage, même si début 2001 l'album est presque achevé. Les tensions sont manifestes lorsque le 16 avril 2001, Michael Jackson annonce qu'il célèbrera ses 30 ans de carrière au Madison Square Garden à New York en septembre sans y convier Sony Music. Cet événement marque en outre la première réunion sur scène depuis 1984 des Jacksons. Le 31 juillet 2001, les places sont mises en ventes et vendues en moins de cinq heures. Par ailleurs, la chaine de télévision américaine CBS a acheté pour plusieurs millions de dollars les droits de retransmission. Les 7 et 10 septembre 2001, les 30 ans de carrière de Michael Jackson sont célébrés lors de deux concerts exceptionnels. De nombreux artistes lui rendent hommage dont Usher, Britney Spears, Shaggy, Whitney Houston, Missy Elliot et N'Sync.
Le 6 juin 2001, c'est officiel, l'album de Michael est achevé et une station de radio new-yorkaise annonce le 14 juin qu'il se nommera Invincible et que sa sortie est prévue pour le 30 octobre.
Mi-juillet, Michael souhaite faire d'Unbreakable, une chanson qu'il affectionne particulièrement car elle caractérise bien sa situation, son premier single/vidéoclip issu de l'album. Mais le projet est rejeté par Sony Music et c'est le titre You Rock My World qui est sélectionné.
Le 24 août 2001, le premier single d'Invincible, You Rock My World, est diffusé. En Europe et en Australie, le succès est immédiat, le titre devient no 1 en France. Cependant, aux États-Unis et au Japon, le succès est en demi-teinte. Jackson apparaît le 30 août 2001 à l'ouverture de la bourse new-yorkaise du Nasdaq pour promouvoir le titre qui n'est disponible qu'en diffusion radio aux États-Unis. Selon la plupart des critiques, le titre aurait sûrement été numéro 1 si une sortie commerciale en single avait été effectuée dans ce pays.
Le 11 septembre 2001, alors que Michael Jackson venait d'assister et de participer la veille au dernier des deux concerts Michael Jackson - 30th Anniversary Celebration, organisés au Madison Square Garden de New York, un tragique évènement d'ampleur mondiale arriva, à savoir les attentats terroristes de New York, marqués par la chute des deux tours du World Trade Center. La promotion des productions artistiques de l'époque, dont l'album Invincible fait partie, va ainsi être influencée par cet événement mondial qui occupe la majeure partie de l'espace médiatique, surtout aux États-Unis. Plus tard, on apprendra que Michael Jackson aurait dû se rendre au World Trade Center le jour des attaques terroristes. Bouleversé par ces attentats, Michael enregistre avec d'autres artistes (à la manière de We Are the World) le morceau What More Can I Give (issu d'un projet datant de 1999). Enfin, il organise le 21 octobre 2001 un concert de charité intitulé United We Stand: What More Can I Give au RFK Stadium de Washington.
Le 21 septembre 2001, le clip de You Rock My World est diffusé (le 26 septembre aux États-Unis en raison des attentats). De nombreuses personnalités y figurent comme Chris Tucker, Michael Madsen, Billy Drago et surtout Marlon Brando.

## Sortie
L'album sort le 30 octobre 2001, soit quatre ans après Blood on the Dance Floor. Disponible en cinq coloris différents (rouge, bleu, jaune, vert et blanc) pour les deux premiers millions d'exemplaires vendus (le blanc étant la couleur définitive utilisée par la suite), l'album devient numéro 1 dans plusieurs pays (France, Australie, États-Unis, Turquie, Canada, Royaume-Uni), se vendant à 2 millions d'exemplaires en seulement deux semaines. Heureux de cet accueil, Michael Jackson fait une apparition remarquée au Virgin Mégastore de Times Square, à New York, pour une séance d'autographes retransmise en direct sur la chaîne d'information CNN, dans une ville encore traumatisée par les récents attentats.
Malgré la frénésie du début, Invincible descend rapidement dans le classement américain et seul le marché européen porte les ventes de l'album. Sony Music ne fait toujours pas la promotion nécessaire pour l'album et Michael Jackson accuse sa maison de disques d'organiser cette manœuvre afin de le ruiner et ainsi de le forcer à vendre une partie du catalogue des Beatles. Sony Music affirme de son côté que le nom de Michael Jackson n'est plus aussi vendeur que par le passé.
Le 3 décembre 2001, Sony décide de sortir le single Cry uniquement en Europe, mais en raison du faible budget accordé à sa promotion et au clip (dans lequel Michael Jackson n'apparaît pas pour montrer sa désapprobation envers Sony), le single devient un échec commercial et disparaît rapidement des classements européens.
Fin 2001, Invincible n'est sorti que depuis deux mois mais la promotion s'annonce déjà comme pratiquement terminée. L'album s'est toutefois vendu à 5 millions d'exemplaires dans le monde, un record pour un disque ayant bénéficié d'une promotion aussi faible.

## Analyse
S'inscrivant dans le son électronique et R&B des années 2000, Invincible, à l'instar des précédentes productions de l'artiste mélange les styles. Il va de titres puissants, tels que Unbreakable ou You Rock My World, à des ballades comme Break of Dawn et Heaven Can Wait, sans oublier des titres à portée humaniste Cry et The Lost Children. 
Il comporte un rythme marqué et des chœurs très présents. La voix de Michael Jackson peut monter très haut (Butterflies est chanté sur différents octaves), être éraillée (Heaven can Wait) ou encore être plus grave (2000 Watts). Il comprend en outre une collaboration notable entre Michael Jackson et Carlos Santana sur Whatever Happens (titre fusionnant rock latino et R&B). Enfin, la chanson de clôture, Threatened, détonne avec un thème musical évoquant la peur à la manière de Thriller, Ghosts ou encore Is It Scary.
Quant au mixage, il est en grande partie dû au travail de Bruce Swedien, ingénieur du son reconnu et ami de longue date de Michael Jackson.

## L'aprèsInvincible
En janvier 2002, le contrat que Michael Jackson avait signé avec Sony Music arrive à son terme. En raison des mauvaises relations entre la maison de disques et l'artiste, ce dernier menace de ne pas signer un nouveau contrat avec Sony Music. À partir de ce moment, le conflit va alors s'aggraver. Furieuse, la maison de disques décide en représailles d'arrêter toute promotion de l'album, ce qui va évidemment pénaliser ses ventes.
Le 10 janvier, Michael assista à la 29e cérémonie des American Music Award pour recevoir le trophée de l'Artiste du Siècle.
Le 23 février 2002, Michael remporte trois récompenses aux NAACP Image Awards (sans assister à la cérémonie) :
- Meilleur concert de variétés pour Michael Jackson - 30th Anniversary Celebration
- Meilleure performance pour Michael Jackson - 30th Anniversary Celebration
- Meilleur clip pour You Rock My World

Le 29 mars 2002, il est annoncé que Michael Jackson fera une apparition spéciale pour l'émission American Bandstand 50th Anniversary diffusée sur ABC. L'artiste y interpréta le titre Dangerous. Certains ont vu dans le choix de cette chanson une nouvelle illustration du conflit entre l'artiste et sa maison de disques (Dangerous ne venant pas de l'album Invincible mais de l'album éponyme sorti en 1991). Une autre explication est que Michael Jackson ayant été contacté peu de temps avant le tournage, ce dernier choisit une chanson avec une chorégraphie connue depuis plusieurs années, et donc, qui ne nécessitait pas beaucoup de répétitions.
Peu de temps après, le 24 avril 2002, c’est au tour du Comité national démocrate de le recevoir, pour un évènement intitulé Michael Jackson: Live at the Apollo 2002. Répondant à l’appel de l'ancien président des États-Unis, Bill Clinton, Michael interpréta trois chansons : Dangerous, Black or White et Heal the World (Diana Ross le rejoint sur ce dernier titre). Ce concert fut le dernier de la carrière de Michael Jackson.
Le 15 juillet 2002, des milliers de fans de Michael Jackson manifestent devant les locaux de Sony Music à la suite du conflit du chanteur avec sa maison de disques. À la suite de ce scandale, Tommy Mottola, PDG de Sony Music, sera licencié. Jackson a accusé Mottola d'être un « diable » et un « raciste » qui « ne soutient pas les artistes afro-américains et les utilise pour faire du profit ». Ce n'était pas la première fois que Sony Music se retrouvait en conflit avec ses artistes (par exemple, George Michael avait connu des problèmes).

## Réception

### Réception critique
Les critiques sur Invincible ont été généralement bonnes, même si la plupart des critiques considèrent l'album comme l'un des moins bons de Jackson, en raison principalement de sa longue durée (près de 80 minutes).
AllMusic lui a attribué 3 étoiles sur 5 en disant : « En conclusion, l'album dure trop longtemps, avec une perte de vitesse à mi-parcours ... [Ce n'est] pas assez pour rendre Invincible, le retour magistral de Jackson... même s'il offre un bon travail dans la communauté pop ».
NME lui a donné la note de 6 étoiles sur 10, affirmant : « Invincible est un album de retour pertinent mais trop long ».
Rolling Stone a donné à Invincible 3 étoiles sur 5, disant que « les morceaux R&B étaient bons, surtout Whatever Happens, mais que les ballades ont rendu l'album trop long ».
Robert Christgau a donné un A à l'album, en disant : « Ses capacités ne semblent pas diminuées... son funk est en acier et ses ballades sont aérées. 76 minutes ce n'est pas trop long. C'était la même durée pour Thriller lorsqu'il l'a initialement enregistré ».
En décembre 2009, l'album Invincible refait parler de lui. Il est nommé meilleur album des années 2000 par 170 000 votants, essentiellement des lecteurs du magazine Billboard.
L'album a été réévalué après la mort de Michael Jackson survenue en 2009, il a ainsi pu bénéficier de nouvelles critiques plus positives à titre posthume ; la plupart soulignant la qualité générale de l'album. De plus, certains critiques l'ont crédité pour avoir été un album précurseur dans le développement du dubstep.[réf. souhaitée]

### Réception commerciale
Avec six millions d'exemplaires vendus, l'album ne rencontre pas le succès escompté pour un artiste du rang de Michael Jackson au vu de son coût de production de trente millions de dollars. Si des raisons artistiques comme le rythme pesant, avec l'utilisation excessive de basses, ainsi que le début de l'avènement du piratage sur CD-R peuvent expliquer ce résultat, il demeure évident que l'implication moins forte du chanteur dans la création de l'album, le contexte post-11 septembre ainsi que le conflit entre Jackson et Sony Music n'ont pas permis à Invincible de remporter autant de succès que les précédents albums du chanteur. À la suite du décès de Michael Jackson le 25 juin 2009, l'album a connu un regain d'intérêt de la part du public.

## Liste des titres
| No  | Titre             | Crédits                                                  | Durée |
| --- | ----------------- | -------------------------------------------------------- | ----- |
| 1.  | Unbreakable       | M.Jackson, Jerkins, Jerkins III, Daniels, Payne, Smith   | 6:21  |
| 2.  | Heartbreaker      | M.Jackson, Jerkins, Jerkins III, Daniels, Mischke, Gregg | 5:09  |
| 3.  | Invincible        | M.Jackson, Jerkins, Jerkins III, Daniels, Gregg          | 4:46  |
| 4.  | Break of Dawn     | M.Jackson, Dr. Freeze                                    | 5:32  |
| 5.  | Heaven Can Wait   | M.Jackson, Riley, Heard, Smith, Beal, Laues, Quiller     | 4:49  |
| 6.  | You Rock My World | M.Jackson, Jerkins, Jerkins III, Daniels, Payne          | 5:39  |
| 7.  | Butterflies       | Harris, Ambrosius                                        | 4:40  |
| 8.  | Speechless        | M.Jackson                                                | 3:18  |
| 9.  | 2000 Watts        | M.Jackson, Riley, Gibson, Henson                         | 4:24  |
| 10. | You Are My Life   | M.Jackson, Babyface, Sager, McClain                      | 4:33  |
| 11. | Privacy           | M.Jackson, Jerkins, Jerkins III, Daniels, Bell           | 5:05  |
| 12. | Don't Walk Away   | M.Jackson, Riley, Stites, Vertelney                      | 4:24  |
| 13. | Cry               | R. Kelly                                                 | 5:00  |
| 14. | The Lost Children | M.Jackson                                                | 4:00  |
| 15. | Whatever Happens  | M.Jackson, Riley, Cang, Quay, Williams, Santana          | 4:56  |
| 16. | Threatened        | M.Jackson, Jerkins, Jerkins III, Daniels                 | 4:18  |

| 1. | You Rock My World (Official Video) |  | 4:26 |
| 2. | Cry (Official Video)               |  | 4:58 |

### Erreurs dans le livret
- Malgré ce qui est écrit sur le livret des paroles de l'album, la première phrase de Whatever Happens est « He gives a nervous smile » et non « He gives another smile ». D'après l'auteur de cette chanson, Gil Cang : « J'adore la version de Michael. Cette chanson parle d'une fille qui découvre qu'elle est enceinte. Les gens se trompent à propos de la première phrase de la chanson. C'est en fait He gives a nervous smile et non He gives another smile. Ça me met toujours les nerfs ! Le livret de l'album est erroné. » - Interview de Gil Cang par BOS[Quoi ?].

- De plus, une autre erreur est à noter. Dans You are my life[Note 8], la dernière phrase du premier couplet n'est pas « You brought me back to life » mais « You brought me back to the light ».

### Anecdotes
- Dans la chanson Invincible, Michael Jackson lance un pic à son rival Prince : « And he's buying diamonds and pearls ; He can't do it like me », soit : « Et il achète des diamants et des perles ; Il ne peut pas le faire comme moi », en référence à un album (également titre d'une chanson) de Prince, Diamonds and Pearls (1991). Il est à noter que ce n'était pas la première fois que les chanteurs s'interpellaient par chansons ou films interposés (par exemple, dans le film Purple Rain).
- Dans la chanson Privacy, c'est le guitariste Michael Thompson qui assure le solo de guitare malgré le fait que Michael Jackson prononce le nom de Slash[Note 9] avant le solo.

### Dédicace
- Michael Jackson dédiera notamment cet album à la mémoire de Benjamin Hermansen, un norvégien métis de 15 ans assassiné par des néo-nazis à Oslo en janvier 2001[14].

## Singles et vidéoclips
- Speechless : sortie en juin 2001 en single promotionnel, seulement en Corée du Sud.
- You Rock My World : sortie en août 2001, uniquement en promo radio aux États-Unis. Vidéoclip réalisé par Paul Hunter, avec la participation de Chris Tucker, Marlon Brando, Michael Madsen et Billy Drago.
- Cry : sortie en single en décembre 2001 (pas de CD single aux États-Unis). Vidéoclip réalisé par Nicholas Brandt.
- Butterflies : sortie en février 2002, uniquement en promo radio aux États-Unis.

## Sur scène
- You Rock My World fut la seule chanson de l'album interprétée sur scène par Michael Jackson lors des deux concerts Michael Jackson - 30th Anniversary Celebration au Madison Square Garden de New York, les 7 et 10 septembre 2001. Fin novembre 2001, CBS a diffusé les deux concerts sous la forme d'une émission spéciale. Celle-ci a été éditée à partir de séquences issues des deux représentations et a attiré près de 30 millions de téléspectateurs aux États-Unis.
- Le titre Speechless aurait dû être présent dans This Is It ainsi qu'un extrait réorchestré de Threatened à la fin de Thriller.

## Certifications
| Pays              | Certification | Unités    |
| ----------------- | ------------- | --------- |
| États-Unis (RIAA) | 2 × Platine   | 2 000 000 |
| France (SNEP)     | Platine       | 300 000   |

## Récompenses
- NAACP Image Awards 2001 du Meilleur Clip Musical pour You Rock My World.
- Nomination aux Grammy Awards en 2002 dans la catégorie « Meilleure Performance Pop Vocale pour un artiste masculin » pour You Rock My World.

## Titres rares, inédits ou exploités ultérieurement
- Beautiful Girl ; titre enregistré en 1998, inclus dans The Ultimate Collection (2004), écrit et composé par Michael Jackson qui est resté au stade de la démo, avec des parties chanté en « yaourt ».
- Another Day ; titre rock produit par Lenny Kravitz pour Michael Jackson (une des deux chansons enregistrées avec Lenny Kravitz pour cet album). Plus tard, cette chanson sera renommée Storm et réutilisée par le rockeur avec Jay-Z. Le 2 janvier 2010, un court extrait a été diffusé sur Internet, puis très vite retiré du web car la chanson était arrivée sans autorisation, ni droits d'auteur. Lenny Kravitz joue de tous les instruments (guitare, percussions, basse, synthétiseurs) sur ce titre. Une nouvelle version est sortie sur le premier album posthume de Jackson intitulé Michael.
- Shout (Teddy Riley, Michael Jackson, Camen Lampson, Roy Hamilton) ; titre inclus dans le single Cry mêlant rap et métal industriel[16]. Écarté de l'album pour être remplacé par You Are My Life.
- Save Me ; écrit et composé par Rodney Jerkins et Michael Jackson. C'est une démo sans paroles qui a été utilisée pour réaliser You Rock My World.
- We've Had Enough ; inclus dans The Ultimate Collection (2004), écrit et composé par Rodney Jerkins et Michael Jackson.
- Fall Again ; enregistré en 1999, inclus dans The Ultimate Collection (2004), écrit et composé par Robin Thicke et Walter Afaniseff.
- Maybe We Can Do It (avec P. Diddy) ; produit par Rodney Jerkins.
- Ekam Satyam (avec l'artiste indien A.R. Rahman) ; chanson prévue pour les concerts de charité Michael Jackson & Friends en 1999 puis pour Invincible[17].
- Xscape ; titre présent sur le troisième album posthume éponyme (2014) de Jackson, écrit et composé par ce dernier en 1999 et produit par Rodney Jerkins[18]. Une fuite s'est rapidement retrouvée sur Internet en 2002.
- A Place with No Name ; adaptation libre du tube A Horse With No Name (1972) du groupe America. Le 17 juillet 2009, un court extrait a été diffusé sur le site TMZ.com. Le groupe America a avoué être honoré de cette reprise de leur tube par Jackson. Cette chanson est disponible sur l'album Xscape (version retravaillée sur l'édition simple de l'album / version originale sur l'édition deluxe). Elle a été enregistrée en 1998.
- She Was Lovin' Me ; titre composé en 2000 par Cory Ronney, démo du titre Chicago qui figure sur l'album posthume Xscape.
- Blue Gangsta ; cette chanson fut écrite et composée pendant la période 1998-2001. Elle est disponible sur l'album posthume Xscape.
- Chicago 1945 ; titre composé pendant la période Bad avec Steve Porcaro et retravaillé pour les sessions d'Invincible.
- I Don't Live Any More ; composé en 2001.
- In The Valley ; titre composé en 2001, démo devenue 2000 Watts sur Invincible (avec Tyrese Gibson)
- Make On Break ; titre composé en 2001.
- Revolution ; composé en 2001.
- Soldier's Entrance ; composé en 2001.
- That Kind Of Lover ; composé en 2001.
- You're A Liar, Brother ; composé en 2001.
- Hollywood Tonight ; écrite et composée par Michael en 1999 avec Brad Buxer. En 2007, en cherchant dans ses archives, Jackson retrouve cette chanson qu'il modifie quelque peu. En 2008, il l'enregistre en deux versions : une avec une basse type Billie Jean et une autre avec un basse plus discrète et un beat box différent. C'est cette dernière version qui fut définitivement choisie par Michael. Cette chanson fait partie de l'album Michael (2010).
- 4 Tribes ; composé en 1998.
- Be Me For A Day ; composé en 1998.
- Can't stop Me Now ; composé en 1998.
- Thank Heaven ; composé en 1998.
- That ; composé en 1998.
- What You Do To Me ; composé entre 1998 et 1999.
- Angel ; composé en 1998.
- Belong 2 ; composé en 1999.
- Rampage ; composé en 1999.
- (Can’t) Get Your Weight Off Of Me ; composé en 1999.
- Color My Soul ; composé en 2000.
- Do You Love Me ; composé en 2000.
- Do You Want Me ; composé en 2000 (avec Sisqo).
- Edgar Allan Poe ; composé par Walter Afanasieff en 2000.
- Entertainment Tonight ; composé en 2000.
- Kick It ; composé en 2000 avec l'équipe de Jerkins.
- People Have To Make Some Kind Of Joke.
- Saved By The Bell ; composé en 2000.
- The Gloved One ; composé en 2000 (avec Sisqo).
- This Is Our Time ; composé en 2000.